# امسدن-اوهیو
امسدن-اوهایو (به انگلیسی: Amsden, Ohio) یک منطقهٔ مسکونی در ایالات متحده آمریکا است که در اوهایو واقع شده‌است.